# Erromenus junior
Erromenus junior là một loài tò vò trong họ Ichneumonidae.